# Seč (powiat Uście nad Orlicą)
Seč – miejscowość i gmina (obec) w Czechach, w kraju pardubickim, w powiecie Uście nad Orlicą. W 2022 roku liczyła 157 mieszkańców.